# Alexander Iwanowitsch Ugarow
Alexander Iwanowitsch Ugarow (russisch Александр Иванович Угаров; * 31. Augustjul. / 13. September 1900greg. im Dorf Bogorodskoje, Gouvernement Moskau; † 25. Februar 1939 in Moskau) war ein sowjetischer Funktionär, der in der KPdSU hohe Ämter innehatte: Seit 1934  auf dem XVII. Parteitag der KPdSU Kandidat des ZK, seit 1937 Deputierter des Leningrader Stadtteils Smolny im Obersten Sowjet der UdSSR und seit 1938 Mitglied des Präsidiums des Obersten Sowjets.

## Leben
Alexander Ugarow trat 1918 in die KPdSU ein, kämpfte 1919–1921 als Rotarmist im Russischen Bürgerkrieg und arbeitete darauf bis 1923 als Funktionär in seiner Partei. 1926 schloss er ein Studium am Institut der Roten Professur als Ökonom ab und lehrte darauf am Leningrader Polytechnischen Institut. Ab 1927 war er wieder Funktionär der KPdSU und gleichzeitig Redakteur bei der Zeitung „Leningrader Prawda“. Zusammen mit Shdanow war er vom 5. März 1935 bis zum 19. Februar 1938 Zweiter Sekretär des Leningrader Stadtparteikomitees und seit 10. Februar 1938 Erster Sekretär des Moskauer Stadt- und Gebietsparteikomitees.
Alexander Ugarow wurde am 20. Oktober 1938 verhaftet, verurteilt und am 25. Februar 1939 erschossen. Am 17. Februar 1956  – während Chruschtschows Tauwetter – wurde er postum rehabilitiert.
Wladimir (1922–1977) und der 1936 geborene Sergej sind die beiden Söhne des Ehepaares Alexander Ugarow und Emilija Jakowlewna Elkina.

## Zeitgenossen
- Leonid Leonow erinnert sich eines geflügelten Wortes Ugarows: „Sofort kann ich diese Frage nicht beantworten. Die Partei hat noch nicht entschieden.“[5]
- Sergei Dowlatow plaudert in seinen Memoiren über Ugarows unehelichen Sohn.[6]
- Grigori Issajewitsch Grigorow (Monastyrski)[7] stellt in seinen Lebenserinnerungen Ugarow als Bucharin-Anhänger dar.[8]

## Trivia
Alexander Ugarows Moskauer Wohnung hat Jahre später Nikita Simonjan bezogen.